# Mérida (Mérida, Venezuela)
Santiago de los Caballeros de Mérida je grad i sjedište općine Libertador u venezuelanskoj državi Mérida. Jedan je od najvećih gradova smještenih u venezuelanskim Andama.

## Povijest
Osnovan je 1558. godine kada je tvorio dio Nueva Granade, a kasnije je postao dio Generalne kapetanije Venezuele i igrao važnu ulogu u Ratu za neovisnost.
Predstavlja glavno obrazovno i turističko središte zapadne Venezuele. U njemu se nalazi prestižno Sveučilište Anda, kao i najviša i druga po dužini žičara na svijetu.

## Zemljopis
Mérida se nalazi na nadmorskoj visini od oko 1.600 metara. Grad je smješten u dolini rijeke Chame. Iz grada se može vidjeti i najviši vrh u Venezueli - Pico Bolívar.

## Stanovništvo
Prema popisu stanovništva iz 2001. godine Mérida ima 204.879 stanovnika, a šire gradsko područje koja obuhvaća i susjedne gradove Tabay i Ejio ima 300.000 stanovnika.
Prema procjenama iz 2006. godine, uz pretpostavku uobičajenog prirodnog priraštaja (između 2,1% i 3% godišnje), broj stanovnika grada dostigao je 230.000 stanovnika, dok šire gradsko područje ima 350.000, zahvaljujući visokoj stopa rasta grada Ejida, koji je jedan od najvećih područja Anda.
Druge procjene pokazuju da je stvarni broj stanovnika grada dosegao oko 250.000 stanovnika, a da gradsko područje ima 350.000 stanovnika.
Stanovništva Méride je relativno homogeno, no postoji, međutim, veliku zajednica stranaca, što je rezultiralo s kontinentalnim i inter kontineltalnim migracijama u prošlosti. Među njima postoje značajne skupine Talijana, Portugalaca i Kolumbijaca. Prema popisu stanovništva iz 1990., nešto više od 4% populacije, oko 7.406 stanovnika, je stranog podrijetla.

## Vanjske poveznice
- Službena stranica grada

### Ostali projekti
|  | Zajednički poslužitelj ima još gradiva o temi Mérida (Mérida, Venezuela) |